# Wapen van Bloemendaal
Het wapen van Bloemendaal heeft twee verschijningsvormen gekend. Hoewel de wapens dezelfde symbolen bevatten zijn er toch grote verschillen. De beide wapens zijn een afgeleide van het wapen van de familie Tetrode. Deze familie voerde een wapen van sabel met daarop drie zilveren meerbladen. In het huidige wapen zijn de kleur en het metaal omgewisseld.

## Eerste wapen
Het eerste wapen werd op 26 juni 1816 aan de gemeente toegekend. De beschrijving van dat wapen luidt als volgt:
Van lazuur beladen met 3 dokkenbladen, staande 2 en 1, die ter regter boven zijde van keel, die ter linker boven zijde van sijnople en de onderste van zilver.
Het schild is blauw van kleur met daarop drie dokkenbladen, bovenin twee bladeren en onderin een. Het rechter boven blad is rood van kleur, links is groen en het onderste blad is zilver van kleur. Het schild wordt niet gekroond en heeft geen schildhouder(s).

## Tweede wapen
Het tweede wapen werd op 3 augustus 1968 aan de gemeente toegekend. De beschrijving luidt sindsdien als volgt:
Van zilver beladen met drie meerbladen, van sabel. Het schild gedekt met een gouden kroon van drie bladeren en twee paarlen.
De bladeren in het tweede wapen worden geen dokkenbladen genoemd maar meerbladen en zijn nu zwart van kleur. Ze staan nog altijd 2 + 1. Ditmaal is het schild wel gekroond door een kroon van drie bladeren en twee parels. Ook nu geen schildhouder(s).

## Verwant wapen

Wapen Van Tetrode